# Деревинник дубовий
Дубовий деревинник (Trypodendron domesticum L., Xyloterus domesticus) — вид  жуків родини короїдів.

## Поширення
Природно вид поширений в Європі та Малій Азії. В Україні зустрічається на Поліссі, в Лісостепу, в Карпатах та Криму. Як інвазійний вид зареєстрований у США та Канаді.

## Опис
Тіло жука сягає 3-3,5 мм завдовжки; передньоспинка чорного забарвлення. Надкрила коричневі, вкриті короткими волосками. Булава вусиків на верхівці загострена.

## Спосіб життя
Шкодить дубу, клену, вільсі, буку, грабу, горіху, шовковиці, акації білій. Виліт дорослого жука відбувається в квітні-травні. Самиці переносять з собою міцелій пліснявих грибів, якими вони потім живляться. Самиця вигризає у деревині маточний хід завдовжки 5-7 см. По обидва боки від маточного ходу самиця прогризає личинкові ходи, куди відкладає яйця. Після вилуплення, личинки продовжують свої ходи ще на 5 мм. Живляться личинки міцелієм грибів, що занесла самиця.